# Kerri Walsh Jennings
Kerri Lee Walsh Jennings (Santa Clara, 15 de agosto de 1978) es una deportista estadounidense que compite en voleibol, en la modalidad de playa.
Participó en cinco Juegos Olímpicos de Verano, obteniendo en total cuatro medallas, oro en Atenas 2004 (haciendo pareja con Misty May), oro en Pekín 2008 (con Misty May), oro en Londres 2012 (con Misty May) y bronce en Río de Janeiro 2016 (con April Ross).
Ganó cuatro medallas en el Campeonato Mundial de Vóley Playa entre los años 2003 y 2011.

## Palmarés internacional
| Juegos Olímpicos   | Juegos Olímpicos        | Juegos Olímpicos  | Juegos Olímpicos  |
| Año                | Lugar                   | Medalla           | Pareja            |
| ------------------ | ----------------------- | ----------------- | ----------------- |
| 2004               | Atenas (Grecia)         | Medalla de oro    | Misty May         |
| 2008               | Pekín (China)           | Medalla de oro    | Misty May-Treanor |
| 2012               | Londres (Reino Unido)   | Medalla de oro    | Misty May-Treanor |
| 2016               | Río de Janeiro (Brasil) | Medalla de bronce | April Ross        |
| Campeonato Mundial |                         |                   |                   |
| Año                | Lugar                   | Medalla           | Pareja            |
| 2003               | Río de Janeiro (Brasil) | Medalla de oro    | Misty May         |
| 2005               | Berlín (Alemania)       | Medalla de oro    | Misty May-Treanor |
| 2007               | Gstaad (Suiza)          | Medalla de oro    | Misty May-Treanor |
| 2011               | Roma (Italia)           | Medalla de plata  | Misty May-Treanor |